# Михаил Олелькович
Михаил Олелькович (ум. 30 августа 1481 по другим данным ноябрь 1482) — литовский князь, младший сын киевского князя Олелька Владимировича (ум. 1455) и Анастасии Васильевны Московской, двоюродный племянник великого князя литовского Казимира Ягеллончика и двоюродный брат великого князя московского Ивана III Васильевича, князь копыльский (1443-1481), слуцкий (1455-1481) и новгородский (1470—1471).

## Биография
В 1443 году, когда Олелько Владимирович занял киевский престол, он посадил своих сыновей Семена и Михаила на княжение в Слуцке и Копыле. В 1455 году после смерти, князя Олелько Владимировича киевского, великий князь литовский и король польский Казимир Ягеллончик назначил князем-наместником в Киеве его старшего сына Семёна Олельковича Слуцкого, а его младший брат, князь Михаил копыльский, получил во владение Слуцк.
Будучи православным, князь с разрешения Казимира IV был приглашён на княжение в Новгород в 1470 году для обороны города от возможной угрозы со стороны Москвы. Михаил находился в натянутых отношениях с королём Казимиром IV, так как, исповедуя православие, не признавал унии с католиками. 8 ноября 1470 года князь прибыл в Новгород. Непосредственно перед прибытием Михаила в Новгороде скончался его сторонник, архиепископ Иона, пригласивший его на княжение. Сразу же после этого в Новгороде развернулась ожесточённая борьба партий (Борецкие — сторонники Казимира IV и унии с католиками, и их противники, ориентировавшиеся на московского князя Ивана III). Новым архиепископом по жребию стал протодьякон Феофил, решительный противник унии, а Борецкие, поддерживавшие ключника Ионы, Пимена, потерпели поражение. Михаил Олелькович вынужден был править в исключительно напряжённой обстановке. Узнав о смерти брата Семёна, киевского князя, 15 марта 1471 года уехал в Киев, тем самым не приняв участия в вооружённом противостоянии между Новгородской республикой и Московским княжеством. Отъезд был спровоцирован недоброжелательным отношением новгородцев к своему князю. Покинув город, Михаил, желая отомстить непокорным новгородцам, разграбил Старую Руссу.
В 1481 году Михаил организовал княжеский заговор с целью убийства или отстранения от престола великого князя литовского Казимира Ягеллона. Заговор был организован удельными князьями Михаилом Олельковичем, Фёдором Ивановичем Бельским (оба являлись внуками Владимира Ольгердовича) и Иваном Юрьевичем Гольшанским (правнуком Владимира) и ставил конечной целью возведение на великокняжеский престол Михаила Олельковича. Переворот имел под собой реальные шансы, так как был подкреплён не только сочувствием внутри ВКЛ, но и предполагал поддержку извне — со стороны Москвы и Крыма, но был преждевременно раскрыт благодаря доносу киевских бояр Ходкевичей. Князья Михаил Олелькович Слуцкий и Иван Юрьевич Гольшанский были казнены 30 августа 1481 года. (по другой версии — в ноябре 1482 года).

## Семья
Жена:
- Анна (ум. 1498), происхождение которой неизвестно (по одной из версий, дочь господаря Молдавии Стефана II Мушата).

Сын:
- Семён Михайлович Слуцкий (ум. 14.11.1503), князь Слуцкий (1481—1503).

## В художественной литературе
Михаил Олелькович стал персонажем романа Дмитрия Балашова «Марфа-посадница» (1972).